# Universidade ORT Uruguai
A Universidad ORT Uruguay é uma das instituições de ensino superior mais importantes do Uruguai. Conta com 5 faculdades e com mais de 13 mil estudantes , ou seja, aproximadamente 6,5% da população universitária do país.
A Universidad ORT Uruguay foi estabelecida em 1942, em Montevidéu, e faz parte da rede internacional de educação World ORT, fundada em 1880 pela comunidade judaica de São Petersburgo.
Em outubro de 2008, segundo o ranking de universidades publicada anualmente pelo Times Higher Education de Londres, a Universidade ficou em 387.° lugar no cenário mundial e em 10.° lugar na América Latina.